# Портрет Элизабет Сиддал
«Портрет Элизабет Сиддал» — акварель английского художника-прерафаэлита Данте Габриэля Россетти, созданная в 1854 году. На данный момент находится в собрании Художественного музея Делавэра.

## Информация о картине
Элизабет Сиддал является одной из важнейших фигур не только в жизни Данте Габриэля Россетти, но и для всего движения прерафаэлитов на раннем этапе его становления. Данте Габриэль и Элизабет были помолвлены в начале 1850-х годов, но откладывали вступление в законный брак практически 10 лет; она вдохновляла художника на множество работ, ставших для него знаковыми, среди которых «Beata Beatrix», написанная после смерти Элизабет. Этот небольшой портрет Элизабет Сиддал, созданный в 1854 году в технике акварели, акцентирует внимание зрителя на контрасте между густыми рыжими волосами девушки и бледным тоном её кожи. Рыжеволосые девушки часто изображались прерафаэлитами, поэтому Элизабет Сиддал стала одной из муз не только для Россетти, но и для его собратьев-прерафаэлитов. Акварель выставлялась в галерее Тейт (1923) и Музее Эшмола (1991); Сейчас находится в Художественном музее Делавэра, куда попала в 1985 году.